# Paolo Casarsa
Paolo Casarsa (Udine, 2 luglio 1975) è un ex multiplista italiano, vincitore di tre titoli nazionali.
Vanta una medaglia di bronzo ai XIV Giochi del Mediterraneo e la 3ª miglior prestazione italiana di sempre nel decathlon, dopo il record stabilito nel 2022 da Dario Dester.

## Biografia
È l'unico atleta italiano, specialista di prove multiple, a vantare partecipazioni ai Giochi olimpici estivi, ai Campionati del mondo di atletica leggera ed ai Campionati europei di atletica leggera.

## Palmarès
| Anno | Manifestazione          | Sede              | Evento    | Risultato | Prestazione | Note  |
| ---- | ----------------------- | ----------------- | --------- | --------- | ----------- | ----- |
| 2001 | Giochi del Mediterraneo | Tunisi            | Decathlon | Bronzo    | 7522 pt.    | [ 2 ] |
| 2002 | Campionati europei      | Monaco di Baviera | Decathlon | 10º       | 7807 pt.    |       |
| 2003 | Mondiali                | Parigi            | Decathlon | dnf       | dnf         |       |
| 2004 | Giochi olimpici         | Atene             | Decathlon | 28º       | 7704 pt.    |       |

## Campionati nazionali
- Oro ai Campionati italiani assoluti di atletica leggera, 100 metri ostacoli (2002, 2003)
- Oro ai Campionati italiani assoluti di atletica leggera indoor, 60 metri ostacoli (2001)